# Musée de Nouvelle-Calédonie
Le musée de Nouvelle-Calédonie est un musée de Nouméa en Nouvelle-Calédonie.

## Historique
À partir du 28 août 1863, établi en tant que « cabinet de curiosités », le gouvernement colonial constitue un ensemble d'objets permettant de représenter la Nouvelle-Calédonie aux expositions universelles. Il rassemble des « curiosités indigènes », des échantillons minéralogiques, botaniques et paléontologiques, issus de collectes et de dons qui forment le premier fonds du musée.
Entre les années 1880 et 1892, la gestion du musée semble être tombée en désuétude. En 1895, le musée prend la dénomination de « musée Colonial ». Les collections sont installées dans la salle publique du Conseil général, sous la responsabilité du secrétaire-archiviste Jules Bernier (1848-1903),,.
En 1900, le pavillon ayant représenté la Nouvelle-Calédonie à l'Exposition universelle de Paris, est démonté et transporté jusqu'à Nouméa, sur le site de l'actuelle bibliothèque Bernheim. Les rayons de la bibliothèque sont installés au rez-de-chaussée et les collections sont rassemblées au premier étage où elles sont entreposées jusqu'en 1971.
En 1929 et 1930, les premiers ouvrages d'ethnologie kanak sont publiés, respectivement par le naturaliste suisse Fritz Sarasin (1859-1942) et le pasteur français Maurice Leenhardt (1878-1954), dont la préoccupation est de sauvegarder et documenter une culture matérielle en voie de disparition. Durant les années 1930 et 1940, une première politique patrimoniale est mis en œuvre par le gouvernement pour la protection du patrimoine kanak. Par arrêté du 1er mars 1940, la décision de réorganiser le musée est prise par le gouverneur Georges-Marc Pélicier (1893-?) pour remédier au délaissement effectué par le conservateur Henri Fosset. Le « musée Colonial » est renommé en « musée néo-calédonien ».
Après la Seconde Guerre mondiale, les études des naturalistes sont poursuivies et enrichies par d'éminents océanistes, anthropologue et ethnologue spécialiste de la Mélanésie, comme Jean Guiart (1925-2019) et le conservateur du musée, Luc Chevalier (1922-2008), avec le concours de la Société d'Études Mélanésiennes et l'Institut Français d'Océanie (IFO, futur ORSTOM, puis IRD). Les collections sont enrichies de pièces ethnologiques remarquables et de spécimens d'histoire naturelle.
Au début des années 1970, les travaux commencent pour construire le bâtiment dédiée au musée, sur la base de crédits alloués depuis 1947. Inauguré le 6 juillet 1971, ce nouvel édifice à vocation généraliste permet l'exposition, le stockage et la préservation des collections dans de meilleures conditions. La répartition dans les nouveaux locaux permet de représenter l'archéologie et à l'ethnologie des populations océaniennes, essentiellement de la population kanake (sculptures anciennes, totems, masques funéraires, poteries, parures, bijoux, monnaies kanaks, sagaies, flèches faîtières, reproduction de pirogues et d'une grande case installée dans sa cour intérieure) mais aussi avec des œuvres provenant d'autres sociétés insulaires du Pacifique, notamment de Papouasie-Nouvelle-Guinée, Wallis-et-Futuna, Vanuatu ou Fidji. Avec la participation du musée de l'Homme de Paris, un travail de documentation est entrepris autour des objets kanak. Initiée en 1979 par Jean-Marie Tjibaou (1936-1989), le programme de recensement des archives de l'inventaire du patrimoine kanak dispersé est présent et entreposé.
Durant les années 1980, la vocation généraliste du musée est abandonnée et des transformations sont opérées par l'ethnologue Patrice Godin. Le musée devient un lieu représentatif de l'ensemble des cultures de la Nouvelle-Calédonie avec les sociétés kanak et océaniennes traditionnelles. À la fin des années 1980, son conservateur, Emmanuel Kasarhérou, réaffirme la dimension patrimoniale du musée.
En 2017, pour célébrer l'existence des 46 années de l'édifice, le Musée de Nouvelle-Calédonie fait l'objet d'un ravalement de façade où les murs extérieurs sont repeints par des jeunes en réinsertion.
À la date anniversaire du 6 juillet de l'année 2020, les autorités locales pose la « première pierre », symbolisée par une plantation à plusieurs mains, du futur musée, au nom de Muz, permettant un nouveau départ pour rassembler toutes les communautés des îles. Moyennant une opération d'un coût de deux milliards de francs, financé par la Nouvelle-Calédonie et l'État (70/30 %) dans le cadre des contrats de développement, l'architecte Gaëlle Henri et le cabinet bordelais Why Architecture ont imaginé un bâtiment original entouré d’écailles en acier Corten et en bois, représentant une extension d'une surface de 2 500 m2, puis une rénovation des 2 200 m2 du bâtiment actuel et un réaménagement des espaces extérieurs sur 3 900 m2, le tout, suivant le cahier des charges de la charte des « chantiers verts »,.
En 2022, la date de livraison des travaux est reportée pour l'année 2024 et le coût de la réalisation est augmenté de 500 millions de francs par rapport au budget initial de 2020.

## Conservateurs
Liste des conservateurs des collections depuis 1940 :
- 19… : Alice Virot ;
- 1947[13] : Luc Chevalier (1922-2008) ;
- 1983 : Patrice Godin ;
- 1985 : Emmanuel Kasarhérou (1960-) ;
- 1999 : Wéniko Ihagé ;
- 20… : Marie-Solange Néaoutyine.

## Publications
(Liste non exhaustive classée par années de publication).
Catalogues d'expositions
- [1994] Perc Tucker Regional Art Gallery (en) (coll.), Musée de Nouvelle-Calédonie, Luk Luk Gen ! : art contemporain de Papouasie-Nouvelle-Guinée (du 10 mars au 30 avril 1994) [« Nouveaux regards ! »], Nouméa, Musée territorial Nouvelle Calédonie, 1994, 21 p., 30 cm (ISBN 2-909407-46-2 et 978-2-909407-46-3, OCLC 32929569, BNF 38886038, SUDOC 056193734, présentation en ligne).
- [1998] Marie-Solange Neaoutyine, Jacques Boengkih, Todd Barlin et al., Musée de Nouvelle-Calédonie, Art Asmat : collections du Musée territorial…, Nouméa, Musée territorial de Nouvelle-Calédonie, 1998, 62 p., 21 cm (OCLC 466838802, BNF 37215233, SUDOC 056328648, présentation en ligne).
- [1999] Musée de Nouvelle Calédonie, 1914-1918, mémoires océaniennes de la Grande Guerre : chronique calédonienne (de novembre 1999 à juillet 2000 au Musée de la ville de Nouméa), Nouméa, Le Musée, 1999, 143 p., 24 cm (ISBN 2-8417-0049-6 et 978-2-8417-0049-3, OCLC 52812640, SUDOC 052100340, présentation en ligne).
- [2001] Florence Klein (1963-) (coord.), Musée de Nouvelle-Calédonie, Arts de l'échange en Océanie (du 7 février au 27 mai 2001) : Kina moka, kapkap, tevau, thewe, tabua, Nouméa, Musée de Nouvelle-Calédonie, 2001, 87 p., 24 cm (OCLC 491512939, BNF 37717861, SUDOC 069085854, présentation en ligne).
- [2001] Florence Klein (1963-) (coord.), Musée de Nouvelle-Calédonie (avec la participation du musée d'Auckland (en)), Tapa : écorces et décors d'Océanie (du 10 juillet au 8 octobre 2000) : Te papa Wakahiku, Nouméa, Musée de Nouvelle-Calédonie, 2001, 95 p., 24 cm (OCLC 496291601, BNF 37717853, SUDOC 069086893, présentation en ligne).
- [2002] Musée de Nouvelle-Calédonie, Lances, arcs et flèches de Mélanésie : du 17 avril au 10 juin 2002, Nouméa, Musée de Nouvelle-Calédonie, 2002, 87 p., 24 cm (OCLC 469644661, BNF 39101832, SUDOC 077037618, présentation en ligne).
- [2002] Musées de la Ville de Nouméa et de Nouvelle-Calédonie, Histoires gourmandes : Saveurs calédoniennes (I), d'une cuisine à l'autre (II) et chronologie (III), vol. III, Nouméa, Musée de la Ville de Nouméa / Musée de Nouvelle-Calédonie, 2002, 76, 74 et 7 p., 25 cm (OCLC 470605239, BNF 38975345, SUDOC 179919628, présentation en ligne).
- [2008] (fr + en) Tamara Weintraub, Prue Ahrens, Kathryn Creely et Marie-Solange Néaoutyine (dir.) (préf. Françoise Cayrol-Baudrillart), Arthur Lavine (en) (1922-2016) photographe : Nouvelle-Calédonie, première source d'inspiration [« Arthur Lavine's pacific inspiration : early photographs in New Caledonia »], Nouméa, Éd. du Musée de Nouvelle-Calédonie, 2008, 97 p., 27 cm (ISBN 978-2-9180-7100-6, OCLC 818985183, BNF 42265841, SUDOC 14689832X, présentation en ligne).
- [2014] Musée de Nouvelle-Calédonie, Héritage d'une mission : James et Emma Hadfield, Îles Loyauté, 1878-1920 (du 4 septembre 2013 au 3 février 2014), Nouméa, Musée de Nouvelle-Calédonie, 2014, 199 p., 27 cm (ISBN 978-2-918071-11-2, BNF 45375710, présentation en ligne).

### Fonds d'archives
- Fonds : Activités scientifiques du Musée (15 février 2001 - 24 mai 2005).  Cote : MH ETHN OCEA 20/2. Paris : Archives du Laboratoire d'Ethnologie du Musée de l'Homme - Département Océanie (présentation en ligne).